# Regatul Indo-Grec
Regatul Indo-Grec, sau Regatul Greco-Indian, cunoscut în istorie și cu numele de Regatul Yavana (Yavanarajya), a fost un regat elenistic care era situat în părți ale Afganistanului, Pakistanului și Indiei de Nord-Vest de astăzi.  Acest regat a existat din circa 200 î.Hr. până în circa 10 d.Hr.
Expresia „Regatul Indo-Grec” descrie o serie de diferite state dinastice, asociate în mod tradițional cu o serie de capitale regionale precum Taxila (Punjabul modern), Pushkalavati și Sagala. Alte centre potențiale sunt doar sugerate; de exemplu, Geografia lui Ptolemeu și nomenclatura regilor de mai târziu sugerează că o anumită Theophila din sudul sferei de influență indo-greacă ar fi putut, de asemenea, să fi fost la un moment dat un scaun satrapal sau regal.
Regatul a fost fondat când regele greco-bactrian Demetrius (și mai târziu Eucratides) a invadat India din Bactria în 200 î.Hr. Grecii din subcontinentul indian au fost în cele din urmă împărțiți în greco-bactrienii centrați pe Bactria (acum la granița dintre Afganistan și Uzbekistan) și indo-grecii din nord-vestul subcontinentului indian de nord-vest.
În timpul celor două secole ale domniei lor, regii indo-greci au combinat limbile și simbolurile grecești și indiene, așa cum se vede pe monedele lor, și au fuzionat ideile grecești și indiene, așa cum se vede în vestigiile arheologice. Difuzarea culturii indo-grecești a avut consecințe care se resimt și astăzi, în special prin influența artei greco-budiste. Etnia unui indo-grec putea fi și hibridă într-o anumită măsură. Euthydemus I a fost, după Polibiu, un grec magnezian. Fiul său, Demetrius I, fondatorul Regatului Indo-Grec, era deci de etnie greacă cel puțin prin tatăl său. A fost aranjat un tratat de căsătorie pentru acest Demetrius cu o fiică a cârmuitorului seleucid Antioh al III-lea. Etnia cârmuitorilor indo-greci de mai târziu este uneori mai puțin clară. De exemplu, s-a presupus că Artemidoros (80 î.Hr.) ar fi fost de origine indo-scitică, deși acum este văzut ca un rege indo-grec obișnuit.
Menandru I, cel mai cunoscut dintre regii indo-greci, este adesea numit pur și simplu „Menandru”, în ciuda faptului că a existat un alt rege indo-grec, cunoscut cu numele de Menandru al II-lea. Capitala lui Menandru I era la Sagala în Punjab (azi Sialkot). După moartea lui Menandru, cea mai mare parte a imperiului său s-a fragmentat, iar influența indo-greacă s-a redus considerabil. Multe regate și republici noi de la est de râul Ravi au început să bată monedă nouă care se referă la victorii militare. Cele mai proeminente entități care s-au format au fost Republica Yaudheya, Arjunayana și Audumbara. Se spune că Yaudheya și Arjunayana au câștigat „victoria prin sabie”. Dinastia Datta și dinastia Mitra au urmat curând în Mathura.
Indo-grecii au dispărut în cele din urmă ca entitate politică în jurul anului 10 d.Hr. în urma invaziilor indo-sciților, deși unele populații grecești izolate au supraviețuit probabil încă câteva secole sub cârmuirea indo-parților, kușanilor, și indo-sciților, al căror Stat al Satrapilor din Vest a rezistat, cuprinzând grecii locali, până în 415 d.Hr.